# Болдуев, Фома Лукьянович
Фома Лукьянович Болдуев (1918—1978) — генерал-майор Советской Армии, участник советско-японской войны.

## Биография

Могила Болдуева на Лукьяновском военном кладбище Киева.

Фома Болдуев родился 21 марта 1918 года в деревне Желивье (ныне — Чаусский район Могилёвской области Белоруссии). Рано остался без родителей, воспитывался в семье брата. После окончания семи классов школы работал в колхозе, учился в землеустроительном техникуме. В сентябре 1936 года Болдуев был призван на службу в Рабоче-крестьянскую Красную Армию Чаусским районным военным комиссариатом. В 1938 году он окончил Казанское пехотное училище. В годы Великой Отечественной войны служил в тыловых частях на Дальнем Востоке.
Участвовал в советско-японской войне, будучи офицером разведки 5-го стрелкового полка 59-й стрелковой дивизии 1-й Краснознамённой армии 1-го Дальневосточного фронта. Руководил разведывательными операциями полка и сам лично в них участвовал. Так, уже в первые дни боёв капитан Фома Болдуев лично взял японского «языка».
После окончания войны Болдуев продолжил службу в Советской Армии. В 1951 году он окончил Военную академию имени М. В. Фрунзе, после чего служил в стрелковых частях Группы советских войск в Германии, командовал 41-м стрелковым полком, был начальником штаба 18-й мотострелковой дивизии. В июне 1961 года Болдуев вернулся в СССР, возглавлял штаб 92-й мотострелковой дивизии Северо-Кавказского военного округа. С января 1964 года он командовал 55-й гвардейской мотострелковой дивизией, а с февраля 1965 года — 30-й гвардейской мотострелковой дивизией. В июле 1968 года Болдуев был назначен начальником штаба 12-го армейского корпуса Московского военного округа.
С февраля 1970 года генерал-майор Фома Лукьянович Болдуев командовал Киевским высшим общевойсковым командным училищем. В июне 1972 года он был освобождён от этой должности, а в декабре 1974 года — уволен в запас. Проживал в Киеве. Скончался в 1978 году, похоронен на Лукьяновском военном кладбище Киева.
Был награждён орденами Красного Знамени, Отечественной войны 2-й степени и Красной Звезды, рядом медалей.